# (13372) 1998 VU6
(13372) 1998 VU6 è un asteroide troiano di Giove del campo greco. Scoperto nel 1998, presenta un'orbita caratterizzata da un semiasse maggiore pari a 5,246041 UA e da un'eccentricità di 0,047798, inclinata di 7,300552° rispetto all'eclittica. Ha un diametro di 25,420 km, un periodo di rotazione di 20,176 ore e un'albedo di 0,109.